# Бетатронні коливання
Бетатронні коливання — швидкі поперечні коливання, які здійснює частинка у фокусувальних магнітних полях прискорювача. Бетатронні коливання — основний предмет вивчення електронної оптики, розділ фізики прискорювачів.

## Рівняння Гілла
Для поперечного фокусування пучка частинок у каналі транспортування або в циклічному прискорювачі застосовують елементи, що створюють магнітне поле, лінійно залежне від поперечної координати {\displaystyle {\vec {B}}(x,y)}. Для частинки, яка рухається криволінійною траєкторією в магнітному полі, можна ввести реперну рівноважну частинку і супровідну декартову систему координат, так званий тригранник Серре — Френе. Відхилення від рівноважної частинки у всіх трьох напрямках {\displaystyle (x=r-r_{0},y,\Delta s)} вважатимемо малими. Тоді, після лінеаризації рівнянь руху частинки в магнітному полі, виявиться, що рух у різних ступенях вільності незалежний, і для двох поперечних координат рух описує пара рівнянь Гілла:
{\displaystyle {\begin{cases}x''+k_{x}(s)x=0\\y''+k_{y}(s)y=0\\\end{cases}}.}
Тут {\displaystyle k_{x}(s)={\frac {1}{r_{0}^{2}}}+{\frac {G(s)}{B\rho }}}, {\displaystyle k_{y}(s)=-{\frac {G(s)}{B\rho }}} — періодичні функції в разі циклічного прискорювача. {\displaystyle G(s)={\frac {\partial B_{z}}{\partial x}}} — градієнт магнітного поля, а штрих означає похідну за s — незалежною змінною, елементом дуги рівноважної орбіти. Добуток ведучого поля на радіус кривини {\displaystyle B\rho =B\cdot r_{0}} називають магнітною жорсткістю, яка однозначно пов'язана з енергією частинок співвідношенням {\displaystyle pc=eZB\rho }, де {\displaystyle eZ} — заряд частинки.
Для одновимірного руху розв'язком рівняння Гілла є квазіперіодичні коливання. Розв'язок можна записати у вигляді {\displaystyle x(s)=A{\sqrt {\beta _{x}(s)}}\cdot cos(\Psi _{x}(s)+\phi _{0})}, де {\displaystyle \beta (s)} — бета-функція Твіса, {\displaystyle \Psi (s)} — набіг бетатронної фази, {\displaystyle A} — інваріантна амплітуда. Часто також замість бета-функції використовують так звану функцію Флоке {\displaystyle w_{x}(s)={\sqrt {\beta _{x}(s)}}}, яка є обвідною траєкторій частинок.
Якщо рівняння руху розв'язується для каналу транспортування, то конкретний вид бета-функції визначається початковими умовами на вході в канал. Якщо вивчається динаміка в циклічному прискорювачі, то обвідна і бета-функція є періодичними функціями. Можливість параметризувати розв'язок рівняння Гілла описаним вище способом обумовлено теоремою Флоке.

## Матричний формалізм
Оскільки рівняння Гілла лінійне, можливо і зручно застосовувати матричний формалізм. Складемо з пари змінних {\displaystyle (x,x')} вектор, для якого розв'язок можна записати в матричному вигляді:
{\displaystyle {\begin{pmatrix}x(s)\\x'(s)\end{pmatrix}}={\begin{pmatrix}t_{11}&t_{12}\\t_{21}&t_{22}\end{pmatrix}}\cdot {\begin{pmatrix}x(s_{0})\\x'(s_{0})\end{pmatrix}},}
де матриця {\displaystyle T(s_{0}\to s)} називається транспортною матрицею. Як правило, магнітні поля прискорювача вздовж руху пучка можна описати кусково-сталим способом, як послідовність магнітних елементів (дипольний магніт, квадрупольна лінза, порожній проміжок). Кожен з магнітних елементів, з погляду динаміки частинок, описується своєю транспортною матрицею. Наприклад, для одновимірного руху можна виписати матриці: порожнього проміжку довжиною L:
{\displaystyle {\begin{pmatrix}1&L\\0&1\end{pmatrix}},}
або квадрупольної лінзи:
{\displaystyle {\begin{pmatrix}cos({\sqrt {k_{x}}}L)&{\frac {1}{\sqrt {k_{x}}}}sin({\sqrt {k_{x}}}L)\\-{\sqrt {k_{x}}}sin({\sqrt {k_{x}}}L)&cos({\sqrt {k_{x}}}L)\end{pmatrix}}.}
Послідовність декількох магнітних елементів описується, відповідно, добутком їхніх матриць (складених справа наліво!): {\displaystyle T=T_{n}\dots T_{2}T_{1}}. Все кільце циклічного прискорювача являє собою період, з погляду фокусування частинок, і описується так званою оборотною матрицею {\displaystyle M(s)=T(s\to s+\Pi )}. Внаслідок теореми Ліувілля про збереження фазового об'єму всі транспортні матриці мають властивість симплектичності, що для одновимірного руху і матриць 2х2 означає одиничний визначник: {\displaystyle {\begin{vmatrix}T(s_{1}\to s_{2})\end{vmatrix}}={\begin{vmatrix}M(s)\end{vmatrix}}=1}.

## Стійкість коливань

### Слабке фокусування

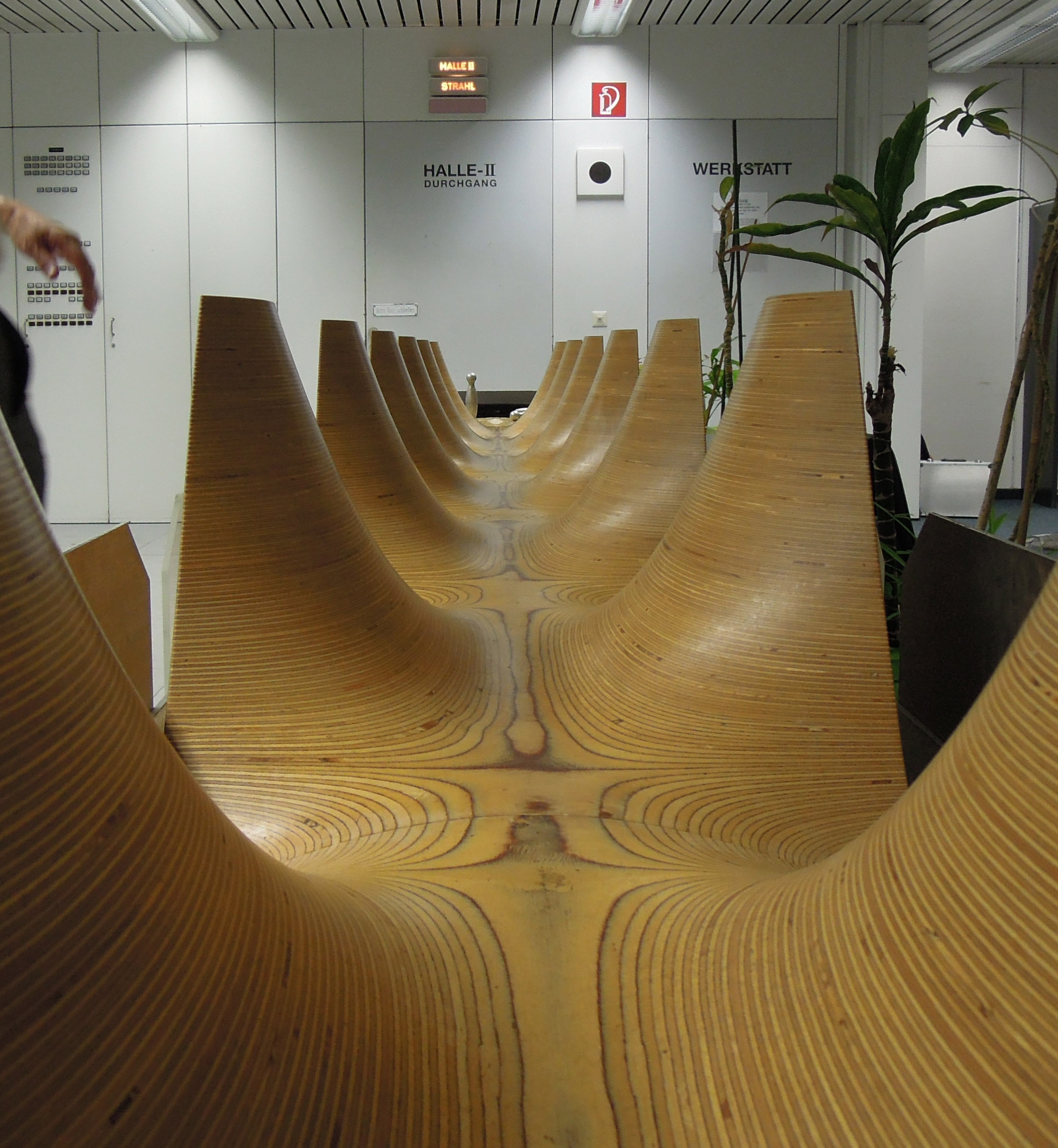
Механічний аналог сильного фокусувального каналу транспортування (Лабораторія Маєра — Лейбніца, Мюнхен). Кулька скочується похилим жолобом, який у поперечному перерізі має змінний, то увігнутий, то опуклий, профіль. За правильного підбору параметрів рух — стійкий.

Розглянемо так званий азимутально-симетричний прискорювач, тобто машину, фокусування якої не залежить від руху вздовж кільця {\displaystyle k(s)=const}. Тоді неважко бачити, що рівняння Гілла перетворюються на рівняння звичайного гармонічного осцилятора, а розв'язком будуть або стійкі гармонічні коливання, або нестійкі гіперболічні функції, якщо {\displaystyle k<0}. Часто замість градієнта поля {\displaystyle G} або жорсткості фокусування {\displaystyle k} вводять безрозмірний показник спаду {\displaystyle n=-{\frac {Gr_{0}^{2}}{B\rho }}}. Як наслідок, умовою стійкості в азимутально-симетричному прискорювачі одночасно за двома поперечними координатами буде {\displaystyle k_{x,y}>0}, тобто {\displaystyle 1>n>0}. І хоча реальний прискорювач ніколи не має ідеальної азимутальної симетрії (через необхідність розмістити прискорювальний резонатор, інжекцію частинок тощо), перше покоління циклічних прискорювачів побудовано з дотриманням цього принципу, по суті, локальної умови одночасної стійкості за обома ступенями вільності. Цей принцип згодом названо слабким фокусуванням.
Для азимутально-симетричної машини легко розрахувати структурні функції, наприклад, бета-функція прямо пропорційна радіусу магніту {\displaystyle \beta _{x}(s)=r_{0}/(1-n)}, а оскільки розмір пучка пропорційний добутку обвідної на емітанс {\displaystyle \sigma _{x}={\sqrt {\beta _{x}\cdot \epsilon _{x}}}}, то з ростом енергії пучка, а отже й розміру прискорювача, неминуче зростає і розмір пучка (а з ним — вакуумна камера і розмір магнітних елементів). Останній слабкофокусувальний прискорювач у фізиці високих енергій, протонний синхрофазотрон у Дубні на енергію 10 ГеВ мав вакуумну камеру, в якій могла навкарачки пролізти людина, а маса магніту ведучого поля становила понад 30 000 тонн.

### Сильне фокусування
Принцип сильного фокусування можна зрозуміти на такому прикладі: якщо поставити одну за одною на деякій відстані дві тонкі лінзи, одну фокусувальну, другу дефокусувальну, то утворений дублет за деяких умов може виявитися фокусувальним. Іншими словами, локальна «нестійкість» (дефокусування) не обов'язково руйнує глобальну стійкість.
Розглянемо матрицю (для простоти 2x2) періоду фокусувальної структури прискорювача, оборотну матрицю {\displaystyle M(s)}. Для неї можна побудувати пару комплексно спряжених власних векторів
{\displaystyle Y_{x},Y_{x}^{*}={\begin{pmatrix}w_{x}(s)\\w_{x}'(s)\pm {\frac {i}{w_{x}(s)}}\end{pmatrix}},}
і пару власних чисел {\displaystyle \lambda _{1,2}=e^{\pm i\mu }=e^{\pm i2\pi \nu }}, де {\displaystyle \mu =\int \limits _{s}^{s+\Pi }\Psi (s)} — набіг бетатронної фази за один оберт, {\displaystyle \nu } — безрозмірна частота бетатронних коливань. Якщо вектор початкових значень {\displaystyle {\vec {X_{0}}}=(x_{0},x'_{0})} розкласти за базисом власних векторів, то через оберт відхилення частинки дорівнюватиме {\displaystyle {\vec {X_{1}}}=M\cdot {\vec {X_{0}}}=c_{1}\lambda _{1}Y+c_{2}\lambda _{2}Y^{*}}, через {\displaystyle n} обертів {\displaystyle {\vec {X_{n}}}=M^{n}{\vec {X_{0}}}=c_{1}\lambda _{1}^{n}Y+c_{2}\lambda _{2}^{n}Y^{*}}. Зрозуміло, що для забезпечення стійкості, тобто відсутності наростання амплітуди коливань, необхідно, щоб {\displaystyle {\begin{vmatrix}\lambda _{1,2}\end{vmatrix}}\leqslant 1}, або, іншими словами, {\displaystyle \nu \in \mathbb {R} }.
Фізичний сенс бетатронної частоти {\displaystyle \nu } — кількість коливань за один оберт. У випадку азимутально-симетричної машини {\displaystyle \nu _{x}={\sqrt {1-n}},\nu _{y}={\sqrt {n}}}, бетатронні частоти менші від 1. Для сильного фокусування характерні співвідношення {\displaystyle {\begin{vmatrix}n\end{vmatrix}}\gg 1,\nu _{x,y}\gg 1}. Якщо скористатися так званим згладженим наближенням (тобто провести аналогію жорсткофокусувального кільця з азимутально-симетричною машиною), то оцінкою для бета-функції буде {\displaystyle \beta _{x,y}=r_{0}/\nu _{x,y}\ll r_{0}}. Для електронного прискорювача, крім того, в порівнянні з випадком слабкого фокусування, скорочується значення рівноважного радіаційного емітансу. Як наслідок, істотно зменшується розмір пучка, а отже й розмір вакуумної камери і магнітних елементів.

## Параметризація Твіса
При використанні параметрів Твіса ({\displaystyle \alpha ,\beta ,\gamma } і {\displaystyle \Psi }), оборотну матрицю можна записати в загальній зручній формі:
{\displaystyle M(s)={\begin{pmatrix}cos(\mu )+\alpha (s)\sin(\mu )&\beta (s)\sin(\mu )\\-\gamma (s)\sin(\mu )&cos(\mu )-\alpha (s)\sin(\mu )\end{pmatrix}}.}
При цьому згадану вище умову стійкості можна записати через властивості матриці: {\displaystyle {\begin{vmatrix}Tr(M)/2\end{vmatrix}}={\begin{vmatrix}cos(\mu )\end{vmatrix}}\leqslant 1}.

## Приклад: структура FO
Розглянемо простий приклад одновимірного руху: періодична фокусувальна структура, що складається з порожнього проміжку і тонкої фокусувальної лінзи. Матриця періоду, обчислена на початку періоду, будується перемноженням матриць окремих елементів:
{\displaystyle M(0)={\begin{pmatrix}1&0\\-P&1\end{pmatrix}}\cdot {\begin{pmatrix}1&L\\0&1\end{pmatrix}}={\begin{pmatrix}1&L\\-P&1-PL\end{pmatrix}}.}
Тут {\displaystyle P=1/F} — сила лінзи, обернено пропорційна до фокусної відстані. Умова стійкості дає {\displaystyle {\begin{vmatrix}Tr(M)/2\end{vmatrix}}={\begin{vmatrix}1-PL/2\end{vmatrix}}\leqslant 1\to (0<PL<4)}. Якщо перша умова очевидна — лінза має бути фокусувальною, то друга умова обмежує силу фокусування зверху.

## Приклад: структура FODO
На практиці структура FO застосовна тільки в ділянці низьких енергій, де доступне аксіальне фокусування соленоїдальним полем. У прискорювачах високих енергій використовується, як правило, фокусування квадрупольними лінзами, властивість яких, нав'язувана рівняннями Максвелла у вакуумі, — дефокусування за однією з координат, при фокусуванні за другою. Один з найпростіших варіантів забезпечити стійкість за обома координатами — фокусування дублетами F- і D-лінз (лінза називається фокусувальною або F-лінзою, якщо вона фокусує в горизонтальній площині).